# David F. Sandberg
David F. Sandberg (Jönköping; 21 de enero de 1981) es un director de cine y Youtuber sueco. Es más conocido por sus cortometrajes de horror de bajo presupuesto, que presentó en línea bajo el pseudónimo de ponysmasher (tal como se denomina su canal de Youtube) y por su debut en la dirección con la cinta Lights Out (2016), basada en su aclamado cortometraje de horror con el mismo nombre de 2013.

## Biografía
Antes de Lights Out, Sandberg fue un animador freelance y creador de documentales y cortometrajes en su canal de Youtube Ponysmasher. Estaba profundamente endeudado en 2013, y dijo que el cortometraje Lights Out (2013) cambió su vida en "todas las formas imaginables". Sandberg lanzó su largometraje del mismo nombre en 2016 basado en su corto, con una recepción positiva de la crítica y convirtiéndose en un éxito financiero.
Sandberg dirigió Annabelle: Creation, la precuela de la película de terror sobrenatural Annabelle. La película fue estrenada en 2017 y obtuvo revisiones positivas y también fue un éxito de taquilla. En julio de 2017 Sandberg firmó como director de la película Shazam!, la cual forma parte del Universo extendido de DC y está basada en el personaje de DC Comics del mismo nombre. La cinta se estrenó en 2019 con buena repercusión en críticas y taquilla.

## Vida personal
Sandberg está casado con la actriz, diseñadora y fotógrafa Lotta Losten desde 2013. Losten ha participado en muchos de sus cortometrajes, incluyendo Lights Out.

## Filmografía

### Cine

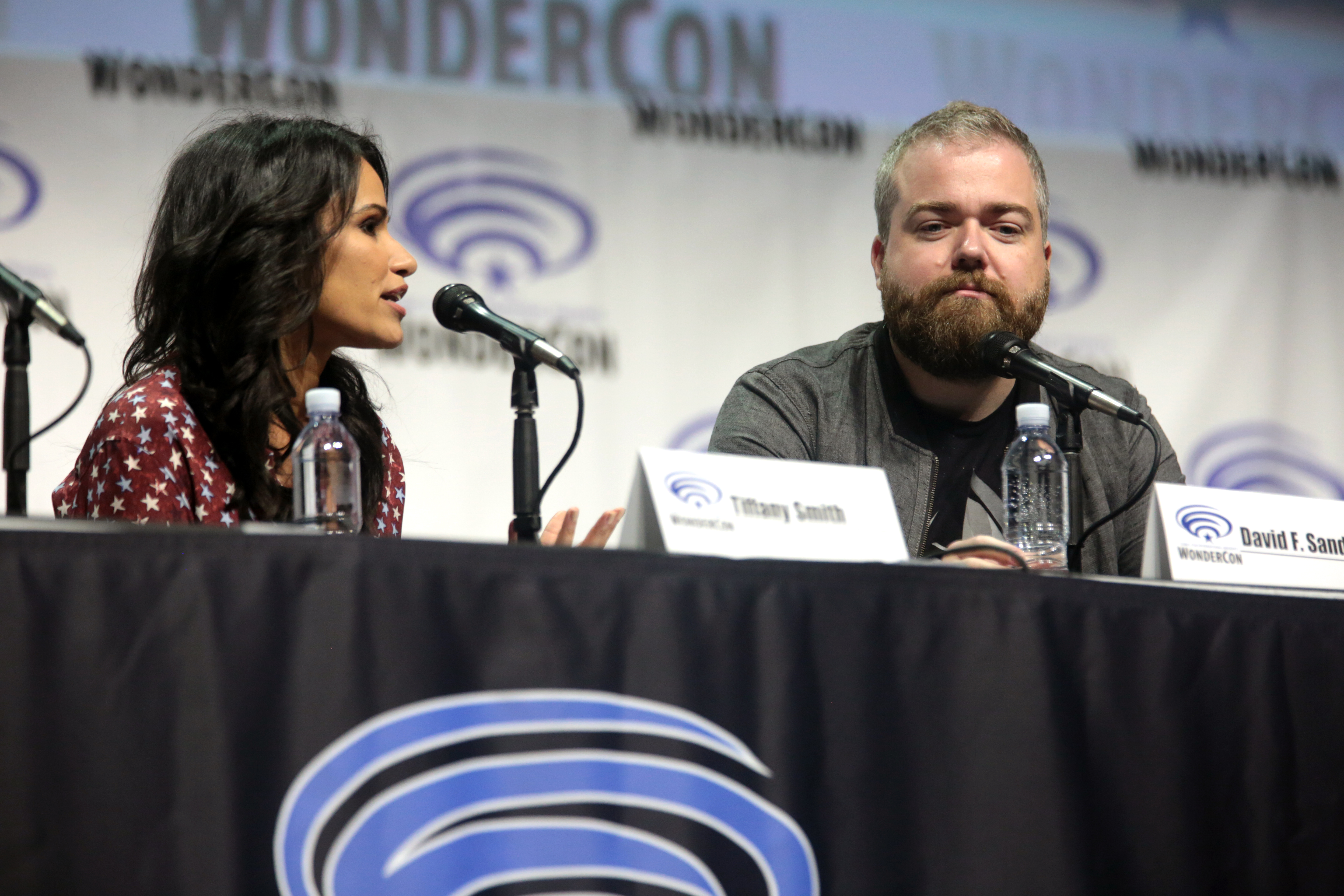
David F. Sandberg y Tiffany Smith en la WonderCon de 2017.

| Año  | Título                   | Notas                                    | Refs.  |
| ---- | ------------------------ | ---------------------------------------- | ------ |
| 2016 | Lights Out               | Debut en cine                            |        |
| 2017 | Annabelle: Creation      |                                          |        |
| 2019 | Shazam!                  |                                          |        |
| 2022 | Shazam! Fury of the Gods |                                          |        |
| 2025 | Until Dawn               | basada en el videojuego del mismo título | [ 11 ] |

### Cortometrajes
| Año  | Título       | Notas |
| ---- | ------------ | ----- |
| 2013 | Cam Closer   |       |
| 2013 | Lights Out   |       |
| 2014 | Pictured     |       |
| 2014 | Not So Fast  |       |
| 2014 | Coffer       |       |
| 2014 | See You Soon |       |
| 2015 | Attic Panic  |       |
| 2016 | Closet Space |       |